# كيث رايت (كرة سلة)
كيث رايت (بالإنجليزية: Keith Wright)‏ مواليد 22 يوليو 1989، هو لاعب كرة سلة أمريكي. بدأ مسيرته الاحترافية في سنة 2012. يلعب في الرابطة الفلبينية لكرة السلة. يحمل الرقم 36. يبلغ طوله 6 قدم 8 بوصة (2.0 م).

## المسيرة الاحترافية
لعب مع نادي أوبسالا لكرة السلة في موسم 2012–2013، ثم لعب مع شارني سووبسك في موسم 2013–2014، ثم لعب مع أوبسالا في سنة 2014، ثم لعب مع ويستتشستر نيكس في موسم 2016–2017.

## روابط خارجية
- كيث رايت على موقع سبورتس رفرنس (الإنجليزية)
- كيث رايت على موقع كرة السلة الأوروبية.كوم (الإنجليزية)
- كيث رايت على موقع كلية كرة السلة في سبورتس رفرنس.كوم (الإنجليزية)
- كيث رايت على موقع ريلجم (الإنجليزية)
- كيث رايت على موقع بروبوليرز (الإنجليزية)
- كيث رايت على موقع سبورتس رفرنس (الإنجليزية)
- كيث رايت على موقع سبورتس رفرنس (الإنجليزية)